# Compsibidion reichardti
Compsibidion reichardti là một loài bọ cánh cứng trong họ Cerambycidae.